# Autographa vminus
Autographa vminus là một loài bướm đêm trong họ Noctuidae.